# Juan Pérez de la Serna
Pour les articles homonymes, voir Pérez et Juan Pérez.
Juan Pérez de la Serna (Cervera del Llano en Espagne, 1573 - Zamora, 1631) fut le septième archevêque de Mexico, de 1613 à 1627. Il fut ensuite évêque de Zamora de 1627 jusqu'à sa mort en 1631.

## Biographie
Juan Pérez de la Serna est né à Cervera del Llano, en Espagne. Le 13 mai 1613, il fut nommé par le roi d'Espagne et confirmé par le pape Paul V en tant que septième archevêque de Mexico. Le 19 juillet 1627, le pape Urbain VIII le nomma archevêque (titre personnel) du diocèse de Zamora , en Espagne, où il servit jusqu'à sa mort le 8 août 1631. Il est mort à Zamora, en Espagne.